# اوست-ویلیاند
اوست-ویلیاند (به هلندی: Oost-Vlieland) یک منطقهٔ مسکونی در هلند است که در فلیلاند واقع شده‌است. اوست-ویلیاند ۱٬۰۲۰ نفر جمعیت دارد.